# Леона Льюїс
Лео́на Луї́за Лью́їс (англ. Leona Louise Lewis; нар. 3 квітня 1985, Ізлінгтон, Лондон, Велика Британія) — британська співачка, автор пісень та поборник захисту тварин. Народилася і виросла в лондонському боро Ізлінгтон, Лондон, де відвідувала Лондонську школу виконавського мистецтва і технологій. Отримала всесвітнє визнання після виграшу третього сезону британського реаліті-шоу The X Factor у 2006 році, після якого здобула £1 мільйонний контракт із лейблом Саймона Ковелла Syco Music. Її переможний сингл, кавер-версія пісні Келлі Кларксон «A Moment Like This», досяг першого місця британського чарту UK Singles Chart, де пробув чотири послідовні тижні, та побив світовий рекорд, маючи 50,000 цифрових завантажень за перші 30 хвилин релізу. У лютому 2007 Льюїс підписала 5-альбомний контракт із американським лейблом Клайва Девіса J Records.
Успіх Льюїс продовжився після виходу її дебютного альбому «Spirit» (2007). Він отримав 10 платинових сертифікацій від британської компанії BPI та став четвертим найпродаванішим альбомом у Британії у 2000-му десятиріччі. Провідний сингл платівки «Bleeding Love» досяг першого місця чартів 30 країн та став бестселером серед синглів 2008 року. В результаті журнал Billboard назвав Льюїс Топовим новим виконавцем 2008 року. Платівка «Spirit» випустила шість синглів: «Bleeding Love», «Better in Time»/«Footprints in the Sand», «Forgive Me», «Run» та «I Will Be».
Під керівництвом Ковелла та Девіса Льюїс випустила свій другий студійний альбом «Echo» у 2009, котрий досяг першого місця чарту UK Albums Chart та продався у понад 3 мільйони копій в усьому світі. Платівка випустила два сингли — «Happy» та «I Got You». В 2009 Льюїс також випустила тематичну пісню фільму Аватар — «I See You», а в 2010 відправилась в турне The Labyrinth.
У 2011 Льюїс випустила позаальбомний сингл «Collide» у співробітництві із шведським ді-джеєм Avicii і свій перший міні-альбом «Hurt: The EP». Її третій студійний альбом «Glassheart» вийшов у жовтні 2012. Платівка стала новим звучанням співачки, маючи більше дабстеп елементів та електронної музики. Проте третій альбом не зміг прирівнятися до успіхів попередніх робіт Льюїс, продаючись у Британії лише у 60,000 копій та досягаючи 3 місця чарту UK Albums Chart. Платівка випустила два сингли — «Trouble» та «Lovebird». В середині 2013 Льюїс проводила турне Glassheart Tour, під час якого також записала свій перший різдвяний альбом. Платівка «Christmas, with Love» вийшла у листопаді 2013. Єдиний сингл альбому, «One More Sleep», досяг 3 місця чарту UK Singles Chart, що зробило Льюїс першою британською соло співачкою, яка має 8 синглів, котрі досягли топу-5 у Британії із часів Олівії Ньютон-Джон, яка мала 7 синглів.
Льюїс стала другою учасницею The X Factor після One Direction по об'ємам продажів своїх записів, продаючи понад 20 мільйонів копій в усьому світі. Вона виграла дві нагороди MOBO Awards, одну MTV Europe Music Award та дві World Music Awards. Льюїс була тричі номінована на Греммі та шість разів на Brit Awards. Льюїс відома широким діапазоном свого вокалу на чотири октави, сильним технічним контролем та частим використанням реєстру фальцет. Окремо від музичної кар'єри, вона займається філантропією та є поборником прав тварин для Всесвітнього товариства захисту тварин та інших благодійних організацій пов'язаних із правами тварин. Льюїс також є вегетаріанкою. У 2014 Льюїс знялася у своєму кінодебюті в ролі Елени у романтичному комедійному мюзиклі Walking on Sunshine. В 2016 вона вперше виступила на Бродвеї у оновленій версії мюзиклу Ендрю Ллойда Веббера Коти; вона грала у проєкті із липня по жовтень 2016.

## Біографія

### 1987—2000: Раннє життя

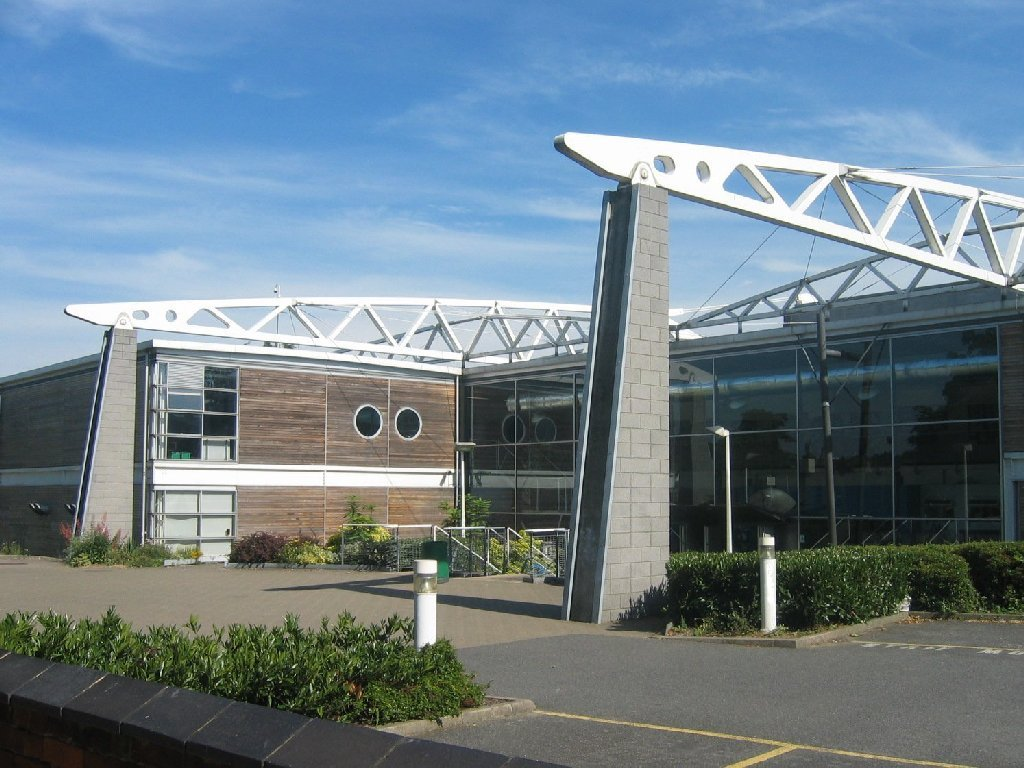
Лондонська школа виконавського мистецтва і технологій, вигляд зовні

Леона Луїза Льюїс народилась 3 квітня 1985 в боро Іслінгтон, Лондон, Велика Британія. Її батько, Орал Джозая «Джої» Льюїс (англ. Aural Josiah «Joe» Lewis), афро-гаянського походження, а мати, Марія Льюїс (англ. Maria Lewis), має уельське коріння. Має старшого зведеного брата Бредлі та молодшого брата Кайла. Помітивши пристрасть Леони до співу, її батьки віддали Льюїс до Театральної школи Сильвії Йонг, а пізніше до Італійської конті академії театральних мистецтв, Театральної школи Рейвенсурт та Лондонської школи виконавського мистецтва і технологій аж поки через фінансові труднощі не змогли оплачувати навчання, хоча продовжували робити скорочення сімейного бюджету, аби допомогти дочці досягнути мрії стати співачкою. Льюїс написала свою першу пісню у 12 років, а під час навчання у школах навчилася грати на гітарі та піаніно. Спочатку вчилася на оперний спів, а потім перейшла на джаз і блюз, та врешті-решт на поп-музику. Своїми кумирами називала Мінні Ріпертон, Єву Кессіді та Стіві Вандер.

### 2001—2005: Зусилля та невдачі
У 17 років Льюїс вирішила піти із Школи виконавського мистецтва і технологій Лондона, аби «закінчити із нею» та почати займатися музичною кар'єрою. До того часу вона вже почала писати свої власні матеріали, і працювала на ресепшн адвокатської контори та офіціанткою у Pizza Hut, аби заробити кошти для студійного запису. У 18 років Льюїс отримала головну роль у театральному шоу Король лев у Парижі; проте пізніше їй довелося відмовитися від ролі через травму спини, яку вона отримала, катаючись на ковзанах.
Льюїс записала свій демо-альбом «Twilight» разом із Spiral Music, — компанією звукозапису, яка базується у Фулем, — проте на той час жоден лейбл не захотів підписувати угоду на випуск платівки. Хоча комерційно альбом ніколи не виходив, у 2004 Льюїс виконала декілька пісень наживо на BBC Radio 1. Її другий демо-альбом «Best Kept Secret» був записаний під ліцензією студії UEG Entertainment, яка безуспішно намагалися просунути платівку, витративши на це £70,000. У 2005 одна композиція із альбому під назвою «Private Party» стала хітом у підземній музичній сцені Лондона. Розказуючи про її боротьбу за підписання музичного контракту, Льюїс сказала: «Я намагалася забезпечити угоду по запису, роблячи все повністю самою. Я дуже тяжко працювала, але так і не змогла добитися контракту. Якраз через це я вирішила піти на прослуховування в шоу The X Factor. Такі програми стали найкращим місцем для показу нових свіжих талантів».

### 2006: «The X Factor» і дебютний сингл
У 2006 Льюїс відвідала прослухування до третього сезону британського реаліті-шоу The X Factor, на якому виконала для суддів Саймона Ковелла, Луї Волша, Шерон Осборн та Поли Абдул пісню «Over the Rainbow». Льюїс помістили у категорію 16-24, із Ковеллом у якості її ментора. Протягом виступів на шоу, Льюїс неодноразово була порівняна із Мераєю Кері, Вітні Х'юстон та Селін Діон; Льюїс також виконала пісні, які належать цим співачкам. 16 грудня 2006 Леона Льюїс перемогла Рея Квінна у фіналі телешоу, отримавши 60 % із 8 мільйонів телеголосів. У якості призу, Льюїс отримала угоду на музичний контракт на £1 мільйон із лейблом Ковелла — Syco Music. Після перемоги Леона сказала:
Я в шаленому шоці. Це неймовірно. Я відчуваю так, ніби моя мрія збулася; те, про що я мріяла із самого дитинства збулося. Були часи, коли я думала 'Знаєш, я не знаю, чи це колись здійсниться'. Але із допомогою моїх друзів та моєї сім'ї, які невтомно повторювали мені вірити в себе і продовжувати йти вперед, я йшла далі і я прийшла сюди, і дякую вам всім за це.
Сингл, з яким Льюїс перемогла на шоу, — кавер-версією пісні Келлі Кларксон «A Moment Like This», з якою Кларксон перемогла в першому сезоні реаліті-шоу American Idol, — вийшов у цифровому вигляді 17 грудня 2006. У Великій Британії композиція побила рекорди після того, як була завантажена у цифровому форматі у понад 50,000 копій за перші 30 хвилин після офіційного релізу. Пісня стала британським різдвяним синглом 2006 року, продаючи понад 571,000 копій за перший тиждень релізу. Сингл провів на першому місці британського чарту UK Singles Chart чотири послідовних тижнів та шість тижнів на чарті Ірландії. Хоча пісня вийшла 17 грудня, сингл «A Moment Like This» став другим бестселером у Британії 2006 року, а також отримав платинову сертифікацію від британської компанії BPI, перевищуючи загальні продажі у понад 600,000 копій. Станом на грудень 2014 версія пісні Льюїс продала 900,000 копій на території Британії.

### 2007—2008: «Spirit» і міжнародний прорив

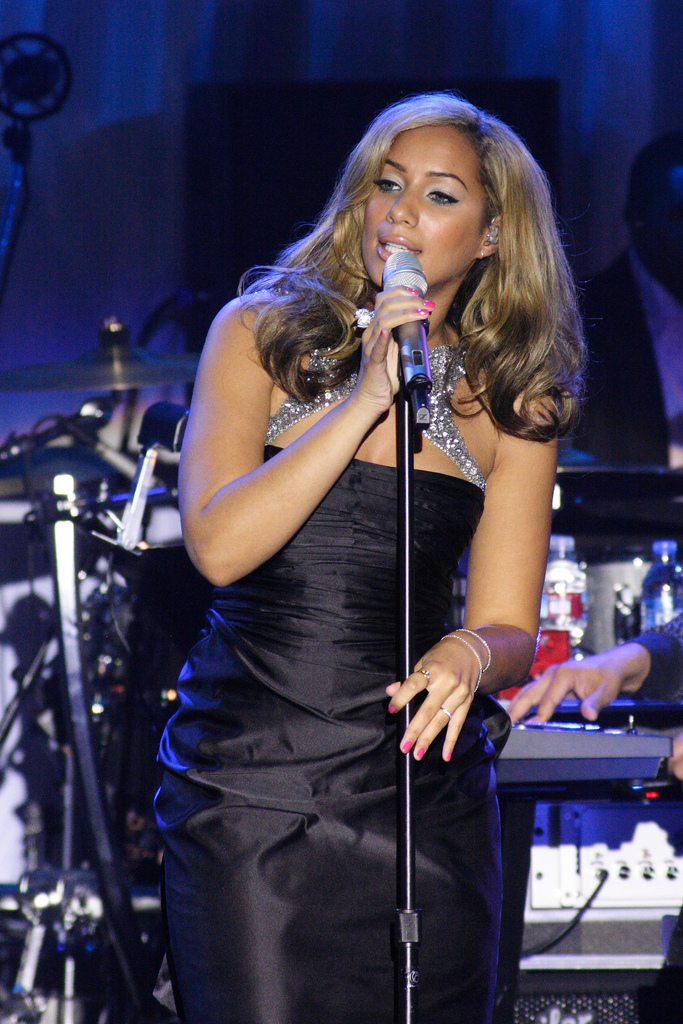
Виконання Льюїс на пре-Греммі в 2009

У лютому 2007 Льюїс підписала £5-мільйоний контракт на 5 альбомів із американським лейблом Клайва Девіса — J Records, і була представлена декільком американським музичним виконавчим продюсерам. На прес-релізі було повідомлено, що Ковелл і Девіс увійдуть у «єдину у своєму роді» співпрацю і партнерство для записів пісень та продюсування дебютного альбому Льюїс — «Spirit». Льюїс записувала пісні для альбому у Лондоні, Маямі, Лос-Анджелесі, Нью-Йорку та Атланті, де вона співпрацювала із різними авторами пісень та продюсерами записів, включаючи Далласа Остіна, Волтера Афанасьеффа, Салаама Ремі, Стіва Мака, StarGate та Ne-Yo. Платівка вийшла у листопаді 2007 та дебютувала на перше місце британського і ірландського чартів, стаючи найшвидшим дебютним альбомом у продажах в обох країнах, і четвертим найшвидшим дебютним альбомом всіх часів у Британії. В січні 2008 альбом вийшов у деяких інших країнах та досяг першого місця чартів Нової Зеландії, Австралії, Австрії, Німеччини, ПАРу та Швейцарії. У 2008 Льюїс записала дві нові композиції для американського видання альбому: «Forgive Me», спродюсована Akon, та «Misses Glass», спродюсована Madd Scientist. У США платівка «Spirit» вийшла у квітні 2008 та дебютувала на перше місце чарту Billboard 200, зробивши Льюїс першою британкою, котра зайшла зі своїм дебютним альбом на американський чарт відразу на перше місце. Спеціальне перевидання альбому, яке вийшло у листопаді 2008 в Європі, містило пісні «Forgive Me», «Misses Glass» та кавер-версію пісні гурту Snow Patrol «Run». Альбом вдруге зайшов на перше місце чарту UK Albums Chart. Платівка продалася у понад 10 мільйонів копій по всьому світі та отримала 10 платинових сертифікацій від BPI. У Британії альбом «Spirit» також став четвертим альбомом-бестселером 2000-го десятиріччя.
Другий сингл Льюїс «Bleeding Love», написаний Раяном Теддером та Джессі Маккартні і спродюсований Теддером, вийшов у Британії у жовтні 2007, де продався у 218,805 копій за перший тиждень релізу, стаючи найшвидшим синглом у продажах за всі часи на території Британії. Сингл дебютував на перше місце чарту UK Singles Chart і Irish Singles Chart, де залишався на найвищій позиції протягом семи та восьми послідовних тижнів, відповідно. Пісня досягла першого місця чартів Нової Зеландії, Австралії, Франції, Норвегії, Бельгії, Нідерландів, Австрії, Канади та США. В лютому 2008 пісня «Bleeding Love» виграла Греммі у категорії Record of the Year. Того ж місяця сингл увійшов до чарту Billboard Hot 100 на 85 позиції та згодом досяг першого місця, де пробув чотири послідовні тижні. Композиція стала першим треком британської співачки, який досяг першого місця на американському чартів із часів пісні Кім Вайлд «You Keep Me Hangin' On» у 1987. Третім синглом Льюїс стало поєднання композицій «Better in Time» та «Footprints in the Sand», які вийшли в Британії у березні 2008 в якості допомоги Sport Relief. Того ж місяця Льюїс відвідала задля благодійності Південну Африку. Сингл досяг 2 місця британського чарту, продаючи за перший тиждень 40,000 копій. У США пісня «Better in Time» вийшла як другий сингл альбому «Spirit»; сингл досяг 11 місця американського чарту Billboard Hot 100. У листопаді 2008 пісня «Forgive Me» вийшла як п'ятий сингл Льюїс. Композиція досягла 5 місця британського чарту. Пісня «Run» вийшла у якості суто цифрового синглу в Британії та досягла першого місця британського чарту, стаючи найшвидшим по продажем цифровим синглом, продаючи 69,244 копій за два дні після релізу. Фінальний сингл платівки «Spirit» — «I Will Be», вийшов у січні 2009 ексклюзивно для США та Канади.
У серпні 2008 разом із гітаристом гурту Led Zeppelin Джиммі Пейджем Льюїс виконала пісню «Whole Lotta Love» на сцені закриття Літніх Олімпійських ігор 2008, представляючи передання естафети Лондону на Літні Олімпійські ігри 2012. У вересні 2008 Льюїс долучилася до кількох жіночих виконавців для запису синглу задля підтримки анти-ракової кампанії програми Stand Up to Cancer. Сингл «Just Stand Up!» був виконаний вживу під час годинного телемарафону, котрий транслювали всі головні телеканали США. У грудні 2008 на 51-й церемонії нагородження Греммі Льюїс отримала три номінації: сингл «Bleeding Love» був номінований на Record of the Year та Best Female Pop Vocal Performance, а альбом «Spirit» — на Best Pop Vocal Album. У 2008 Льюїс також була номінована на BRIT Awards у чотирьох категоріях: British Female Solo Artist, British Breakthrough Act, British Album за альбом «Spirit» та British Single за сингл «Bleeding Love». Попри наявність шаленого успіху у Британії, Льюїс не виграла жодної із чотирьох номінацій. У 2008 вона виграла у категорії Best Album за альбом «Spirit» та Best Video за музичне відео «Bleeding Love». У грудні 2008 журнал Billboard назвав Льюїс Топовим новим виконавцем 2008 року.

### 2009—2010: «Echo» і «The Labyrinth»

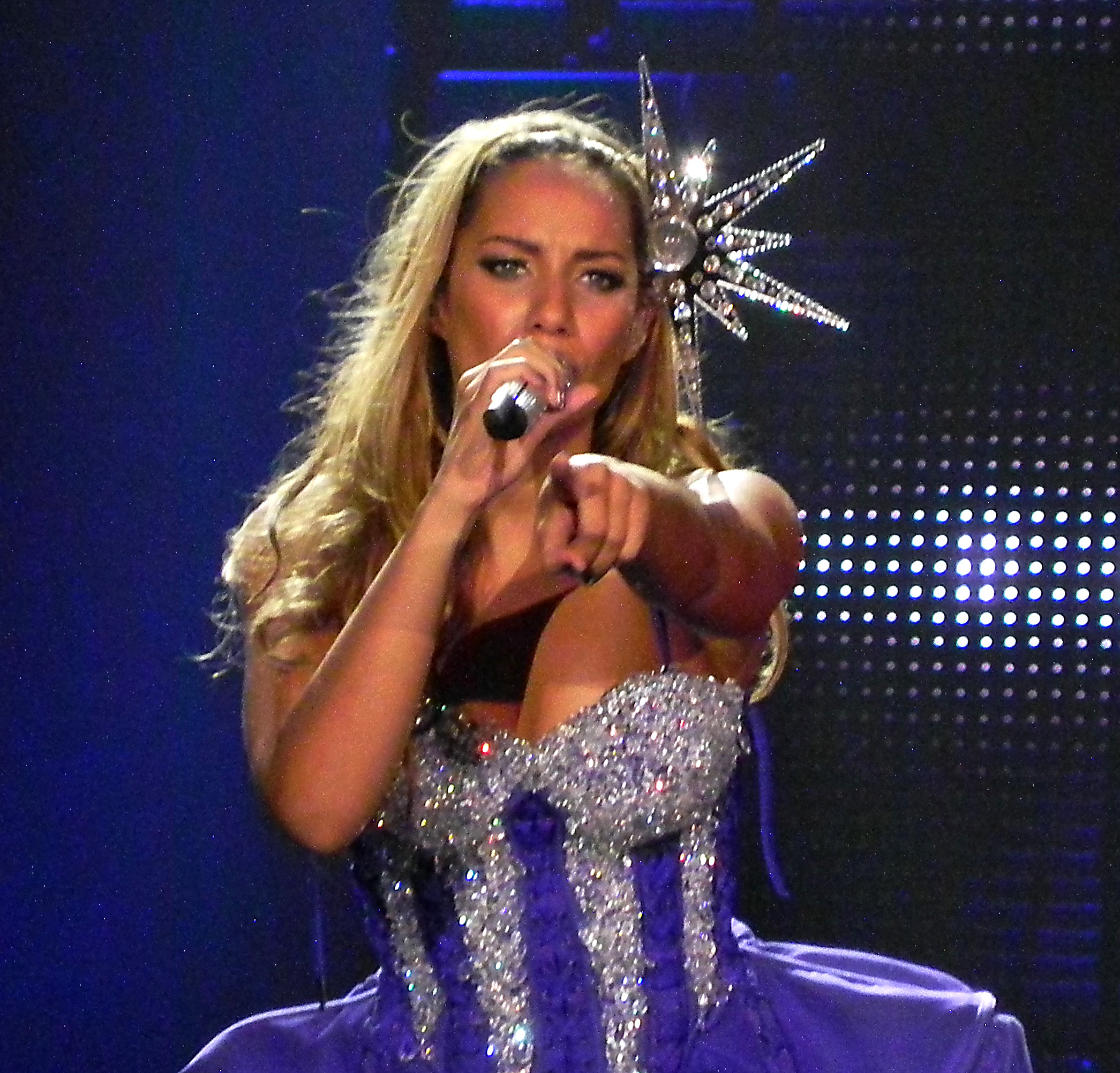
Льюїс під час турне The Labyrinth в 2010

Другий студійний альбом Льюїс «Echo» вийшов у листопаді 2009. Робота над платівкою проходила протягом всього 2009 року; для пісень Льюїс співпрацювала із Раяном Теддером, Джастіном Тімберлейком, Максом Мартіном, Арнтором Біргіссоном, Кевіном Рудольфом та Джоном Шенксом. Записи пісень проходили в Лос-Анджелесі протягом 9 місяців. Льюїс оголосила, що її новий альбом буде більш опиратися на гітару, ніж її попередні композиції в «Spirit». Свій перший концерт в Британії Льюїс провела 2 листопада 2009 на сцені Hackney Empire, виконуючи пісні із альбому «Spirit» та «Echo». Альбом «Echo» досяг першого місця чарту UK Albums Chart та топу-10 чартів Австрії, Ірландії та Швейцарії. Попри спроби адвокатів Льюїс заборонити випуск лейблом UEG Music альбому «Best Kept Secret», посилаючись на те, що співачка не давала дозволу на реліз, платівка вийшла у січні 2009, коли лейбл наполіг на своїх правах на володіння альбомом та пообіцяв передати Льюїс 50 % від прибутку платівки. Проте організація Advertising Standards Authority заборонила лейблу використовувати телевізійну рекламу альбому, сказавши в своїй заяві: «Ми вважаємо, що твердження 'новий альбом Леони Льюїс' оманливим чином вказує на нові записи співачки, коли насправді продуктом є новий CD із записами, які були зроблені декілька років тому». Альбом «Best Kept Secret» вийшов у стандартному та розширеному виданні на iTunes, а опісля нього у вересні 2009 вийшло два міні-альбоми: «Private Party» і «Dip Down»/«Joy».
Перший сингл платівки «Echo» — «Happy», написаний Льюїс та Богартом і спродюсований Раяном Теддером, вийшов у вересні в США та в листопаді 2009 у Британії. Сингл досяг 2 місця британського чарту та топу-10 чартів Австрії, Бельгії, Німеччини, Ірландії, Японії та Швейцарії. У 2009 Льюїс також записала тематичну пісню кінофільму Кемерона Аватар — «I See You». Композиція написана Джеймсом Горнером і Куком Гарреллом та спродюсована Саймоном Франгленом. На 67-ій церемонії нагородження Golden Globe Awards пісня отримала номінацію у категорії Best Original Song. Пісня «My Hands» із альбому «Echo» стала саундтреком відеогри розробника Square Enix Final Fantasy XIII. У січні 2010 Льюїс взяла участь у записі пісні «Everybody Hurts» задля допомоги зборів коштів жертвам землетрусу на Гаїті. У лютому 2010 вийшов другий сингл платівки «Echo» — «I Got You». У квітні 2010 Льюїс виконала запис дуетної версії пісні «Inaspettata (Unexpected)» із італійським співаком Б'яджо Антоначчі для його студійного альбому «Inaspettata». 22 жовтня 2010 вони вдвох виконали пісню вживу на італійському шоу каналу Italian TV Io Canto. 22 травня 2010 Льюїс провела 13-трековий виступ на фестивалі Rock in Rio у Лісабоні, Португалія, котрий включав пісні із «Spirit» та «Echo».
У січні 2009 Льюїс підписала угоду на випуск ілюстрованої автобіографії у жовтні 2009. Книга Мрії містить фотографії, зроблені фотографом Діном Фріманом. 14 жовтня 2009 на підписанні книжок Мрії у книжному магазині Waterstones на Пікаділлі в Лондоні на Льюїс напав 29-річний чоловік, який почав бити її по голові. Нападник був арештований на місці і звинувачений у звичайному нападі із розглядом під розділом Акту ментального здоров'я 2007. Його було госпіталізовано на невизначений період.
Перше турне Льюїс під назвою The Labyrinth розпочалося у травні 2010 і проходило для підтримки альбомів «Spirit» та «Echo». Назва турне була запозичена з фільму Лабіринт (1986). Виступи Льюїс у Північній Америці були заплановані на липень-серпень 2010 у якості підтримки турне Крістіни Агілери Bionic Tour, але через те, що Агілера скасувала свої концерти, Льюїс довелося скасувати свої плани. Запис концерту на сцені О2 турне The Labyrinth на DVD разом із 10-трековим CD вийшло як відеоальбом «The Labyrinth Tour: Live from the O2» 29 листопада 2010.

### 2011—2013: «Hurt», «Glassheart» і «Christmas, with Love»

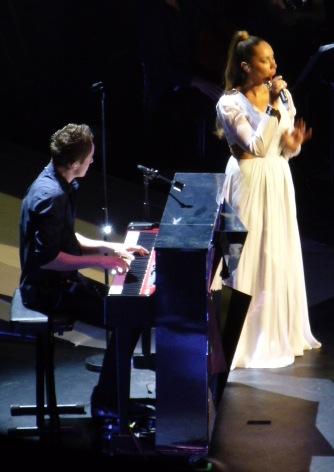
Льюїс під час виконання пісні «Locked Out of Heaven», на сцені Royal Albert Hall, 2013

Льюїс почала працювати над своїм третім студійним альбомом майже відразу після закінчення турне The Labyrinth. Первинно реліз альбому «Glassheart» був запланований на 28 листопада 2011, але пізніше був перенесений на жовтень 2012. Платівка вийшла через лейбл RCA Records, після того як група RCA Music Group розпустила J Records разом із Arista Records та Jive Records. Повідомлення, які були зроблені до офіційного виходу альбому дали підстави вважати, що платівка буде мати елементи дабстеп-музики, оскільки авторам пісень був зроблений запит працювати над денс-піснями та не створювати балад. Сама Льюїс описала альбом «енергійним, глибоким, [і] унікальним» і сказала, що він буде мати темніший відтінок, ніж її попередні роботи. Впливом для пісень з альбому стали роботи Трейсі Чепмен, Кейт Буш та Tears for Fears. Для платівки Льюїс співпрацювала із численним авторами пісень та музичними продюсерами, включаючи Ammo, Джонаса Кванта, Чака Хармоні, Клода Келлі, Ряана Теддера, Фрейзера Ті. Сміта, Ала Шакса, Стіва Робсона, Далласа Остіна, Ріко Лав та Ne-Yo.
У вересні 2011 Льюїс випустила денс-поп сингл «Collide», написаний Отам Роу і спродюсований Сенді Ві. Пісня дебютувала у топ-40 британського чарту і згодом досягла 4 місця. У грудні 2011 Льюїс випустила свій перший міні-альбом «Hurt: The EP», який містить три кавер-пісні. У грудні вона подорожувала до США, аби виконати вживу пісню на сцені американської версії шоу The X Factor, а також виконала 10 композицій на сцені фестивалю 2011 Doha Film Festival. У червіні 2012 Льюїс виконала вживу пісню в програмі радіо BBC Radio 1 Hackney Weekend 2012 після того, як 25 травня 2011 була обрана послом заходу. Після анонсування того, що вона стане послом, Льюїс виконала спеціальний Live Lounge на сцені Hackney Empire, в який входила реггі-версія пісні «Better in Time», в яку додали пісню Ріанни «Man Down», та кавер-версію пісні гурту Labrinth «Let the Sun Shine». Під час Hackney Weekend Льюїс виконала додаткові кавер-версії та вперше презентувала пісню «Come Alive» із нового альбому «Glassheart».
У серпні 2012 Льюїс анонсувала, що її провідним синглом від нового альбому стане пісня «Trouble», який пізніше вийшов у вересні 2012. Сингл дебютував на 7 місце чарту UK Singles Chart. Третій студійний альбом «Glassheart» вийшов у жовтні 2012 і дебютував на 3 місце британського чарту та на 4 місце ірландського чарту. Другий сингл платівки — композиція «Lovebird», не змогла зайти до британського чарту, оскільки не отримала радіо-підтримки. У квітні 2013 Льюїс провела 16-денне турне по Британії.
У лютому 2013 Льюїс покинула свій менеджмент Modest! Management. Було анонсована, що вона почне працювати над своїм четвертим студійним альбомом, котрий вийде пізніше того ж року. У липні 2013 Льюїс розкрила, що її новим студійним альбомом стане різдвяна колекція із поп-соул напрямком, котрий буде містити як кавер-версії класичних пісень, так і новий матеріал. На початку грудня 2013 вийшло «Christmas, with Love», а за місяць до цього вийшов єдиний сингл платівки — пісня «One More Sleep». 8 грудня 2013 Льюїс виконала новий сингл у семі-фіналі десятого сезону The X Factor. Того ж дня пісня «One More Sleep» дебютувала на
4 місце чарту UK Singles Chart, а платівка «Christmas, with Love» зайшла до британського чарту на 25 місце. Наступного тижня альбом стрибнув до 13 позиції, а сингл досяг 3 місця, що стало найвищою позицією на чарті для Льюїс із часів випуску «Happy» у 2009. Після досягнення синглом «One More Sleep» топу-5 британського чарту, Льюїс побила рекорд, ставши першою британською соло співачкою, яка мала 8 синглів, котрі досягли топу-5 у Британії. До неї рекорд був встановлений Олівією Ньютон-Джон, яка мала 7 синглів.

### 2014—2015:Walking on Sunshineі «I Am»

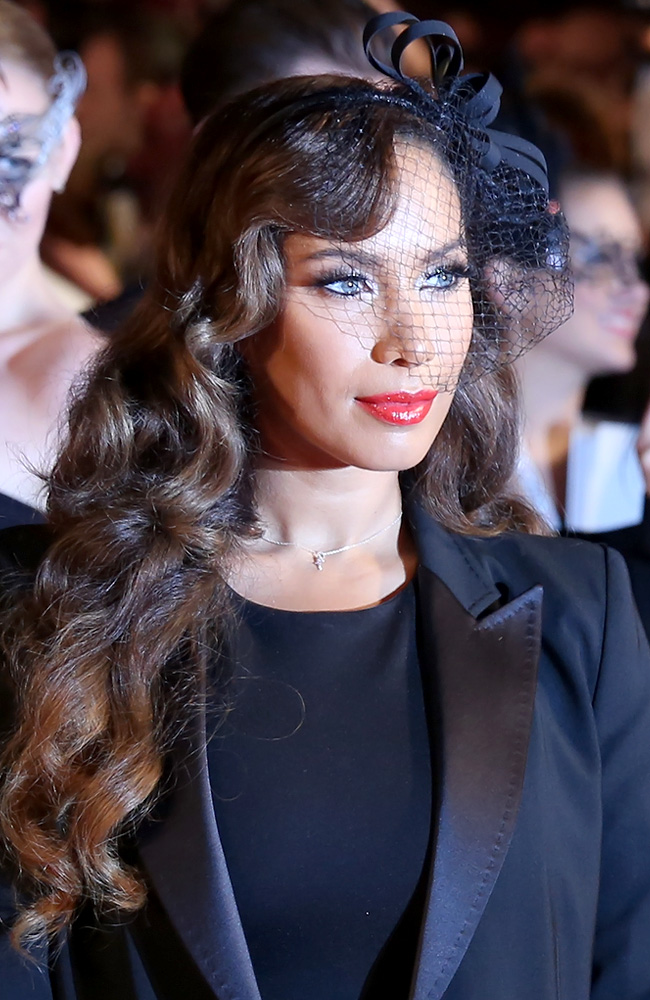
Льюїс на червоному килимі Живого Балу у Відні, 2014

23 вересня 2013 було оголошено, що Льюїс з'явиться у кінострічці Holiday!, котрий буде створений на базі кіномюзиклу 1980-х. У лютому 2014 фільм перейменували на Walking on Sunshine; 27 червня 2014 відбулася прем'єра кінофільму. Тим часом, Льюїс записала дует із Майклом Болтоном «Ain't No Mountain High Enough», який увійшов у його студійний однойменний альбом, котрий вийшов у Британії у травні 2014. 17 травня 2014 Льюїс виконала традиційний гімн «Abide with Me» та національний британський гімн «God Save the Queen» у Фіналі кубка Англії з футболу 2014. 27 травня 2014 на сцені церемонії нагородження 2014 World Music Awards Льюїс виконала кавер-версію пісні Naughty Boy «La La La». Під час виконання на сцену до неї також приєднався Naughty Boy.
3 червня було повідомлено, що Льюїс закінчила свій 7-річний контракт із лейблом Syco Music. Власник лейблу Саймон Ковелл написав на своєму Twitter: «Вітаю, Леона. Ми мали чудові 7 років разом і тепер я бажаю тобі всього найкращого у майбутньому. Ти зробила X Factor дуже успішним». На той час Льюїс вже уклала нову угоду із Island Records UK, приєднавшись до Роббі Вільямс, Дрейка, Нікі Мінаж та Джессі Джей. Щодо свого нового лейбла Льюїс сказала: «Після семи неймовірних років із Sony, я відчуваю, що мені випала честь отримати нагоду укласти угоду із можливо найканонічнішим лейблом всіх часів, Island Records».
Пізніше Льюїс розкрила, що її відхід від лейбла Syco відбувся після «декількох років» розмірковувань. Вона також повідомила, що після того як вона виразила побажання піти із лейблу, їй пригрозили, що якщо вона це зробить, лейбл повідомить громадськості, що її відпустили, замість того, щоб сказати, що вони розсталися дружньо. Однак через творчу різницю у поглядах на п'ятий студійний альбом Льюїс все-таки була змушена покинути лейбл. На час її відходу, Льюїс сказала: «Мені сказали зробити запис, який би не був правдивим у відношенні до мого внутрішнього бачення. Неодмінно, будучи виконавцем в такому кліматі, я вдячна навіть за шанс записати ще одну платівку. Але я не можу писати музику, яка не звертається до моєї душі, і як би страшно це не було, я більше не можу йти на компроміс із собою, тому я вирішила піти».
27 листопада 2013 Льюїс підтвердила у інтерв'ю із Digital Spy, що із січня 2014 почне записувати нові композиції, після того як закінчить із промоушеном «Christmas, with Love». Льюїс розкрила, що під час запису різдвяного альбому влітку 2013 познайомилась із деякими продюсерами, з якими концептуалізувала тематику для свого п'ятого студійного альбому, хоча на той час головний фокус спрямовувався на пісні для різдвяної платівки. Щодо стилю та композиції, Льюїс сказала, що 2013 рік дозволив їй отримати новий потік натхнення, і додала, що робота із записами пісень для фільму 1980-х років Holiday! дала їй бажання створити альбом із звучанням 1980-х років. Проте пізніше, записуючи поп-соул пісні для різдвяного альбому, які дозволили їй «просто очистити свій розум і піти до чогось зовсім іншого», Льюїс змінила свою думку і почала схилятися до ретро-стилю для свого наступного альбому. Вона сказала, що «звернулася» до деяких різних людей, включаючи Бруно Марса і його частих співучасників — команди The Smeezingtons. Льюїс також додала, що в майбутньому хотіла б записати платівку класичних пісень, оскільки отримала позитивні оцінки виконання «Ave Maria» на латинській для «Christmas, with Love». У грудні 2013 у інтерв'ю із журналом Billboard Льюїс сказала, що «за цей рік я зв'язувалася із декількома продюсерами і мені випала нагода познайомитися із DJ Poet, який є чудесним продюсером. Разом ми створили декілька пісень, що стало дуже захопливим. Мабуть я повернуся до роботи з ним».
12 лютого 2015 Льюїс виклала на своєму каналі на YouTube виконання своєї нової пісні «Fire» у студії. 16 лютого вона завантажила на своєму акаунті в Instagram відео із записати своїх нових пісень в студії. 14 квітня 2015 Льюїс виконала інтимне шоу у Лондоні, на якому оголосила, що пісня «Fire Under My Feet» стане провідним синглом її п'ятого студійного альбому. Вона також виконала чотири інші пісні: «I Am», «I Got You», «Ladders» та «Thank You». Незабаром було підтверджено назву нового альбому — «I Am». Прем'єра «Fire Under My Feet» відбулася 11 травня 2015 на BBC Radio 2. Згодом Льюїс повідомила, що платівка «I Am» вийде 11 вересня 2015 у Британії. 13 червня 2015 Льюїс презентувала ще одну нову пісню із альбому, «Essence of Me», яку виконала в програмі Грема Нортона на BBC Radio 2. В липні 2015 пісні «I Am» та «Thunder» вийшли як другий та третій синглу, відповідно. Пісня «Thunder» стала провідним синглом для нового альбому в США.
У вересні 2015 відбувся реліз п'ятого студійного альбому «I Am», котрий досяг 12 місця британського чарту UK Albums Chart, 22 місця ірландського чарту Irish Albums Chart та 11 місця шотландського чарту Scottish Albums Chart. 11 вересня 2015, відразу після офіційного релізу нового альбому, Льюїс оголосила про своє третє турне, яке буде мати 14 концертів по Британії. Під час турне вона відвідала основні британські міста: Бірмінгем, Лондон, Кардіфф та Глазго. 12 грудня вона з'явилася на сцені фіналу британського The X Factor разом із переможцем Беном Хейно. Дует виконав пісню Льюїс «Run» та Хейно «Slamming Doors». Того ж місяця разом із Адамом Ламбертом Льюїс виконала кавер-версію пісні «Girl Crush». У травні 2016 це виконання виграло для пари номінацію CMT Music Award.

### 2016–дотепер: Бродвейський дебют
18 березня 2016 Льюїс очолила виконання компанією Cirque du Soleil шоу One Night for One Drop у Лас-Вегасі. 26 травня 2016 було оголошено, що Льюїс буде виконувати роль Грізабелли у бродвейському мюзиклі Ендрю Ллойда Веббера Коти, котрий розпочнеться у липні 2016. Льюїс покинула мюзикл 9 жовтня 2016 після майже 4 місяців виконання ролі персонажа. У червні 2016, після двох років із лейблом, було оголошено, що Льюїс та Island Records припинили співпрацю через «щось, що не почало працювати для блага обох сторін». Пізніше того ж місяця Льюїс випустила пісню «(We All Are) Looking for Home», яка є благодійною композицією, створеною у співпраці із Дайяною Воррен для оголошення громадської служби Фонду собак Вандерпамр в опозицію Юйлінського фестивалю собачого м'яса.

## Музичний стиль
Льюїс має вокальний діапазон мецо-сопрано, який поширюється на чотири октави. Льюїс має класичне навчання співу. Вона повідомляла, що кожного тижня практикувалася у оперному співі. Музичний критик Ніл МакКормік із The Daily Telegraph хвалив Льюїс за її технічні навички: «Її діапазон мецо-сопрано дозволяє їй створювати мелодії починаючи із розкішних низьких нот до високолітаючого фальцето, ковзаючи крізь різні модуляції та коливання із елегантною потужністю та вражаючим контролем». Стівен Томас Ерлвайн із AllMusic сказав, що «Льюїс може досягати високих нот і робити це із такою легкістю, ніколи не відхиляючи своїй голос і будуючи красиву кульмінацію… На відмінно від більшості дів, у її голосі відчувається людська якісь, оскільки вона виконує спів заради пісні, а не спів заради свого голосу». У рецензії альбому «Echo» журнал Slant назвав вокал Льюїс «технічно бездоганним», але додав, що йому «бракує теплоти чи емоційної виразності».
Коментуючи музичний стиль свого дебютного альбому, Льюїс описала композиції платівки «класичними піснями із сучасними краями», приписуючи їх до стилів R&B і «свіжого попу», балад і «пришвидшених соул виконань». Платівка також має американський стиль із певними елементи електронної музики із 1980-х. Її пісні не є сильно прив'язані до слідкування ритму чи слідуванню сучасних трендів, але можуть бути виконані акустично. Другий альбом Льюїс, «Echo», має змішання елементів поп та R&B. Під час інтерв'ю із журналом Variety, Льюїс сказала про звучання альбому: «Я хотіла, аби альбом мав більшого відчуття живого виконання, мав більш живу манеру виконання». У лютому 2011, говорячи про свій третій альбом «Glassheart», Льюїс сказала, що альбом буде мати експериментальніше звучання, ніж «Spirit» та «Echo», втілюючи в собі «інакший», але все таки «класичний» звук. Льюїс додала: «Я дуже-дуже схвильована щодо нього [альбому]. Я працюю із деякими новими продюсерами, із великою кількістю людей, які беруть участь у створенні лише однієї композиції, і тому це стане дещо новим і відмінним звучанням — проте все рівно класичним». Льюїс описала свою третю платівку «енергійною, глибинною та унікальною». Вона також прокоментувала, що альбом буде мати темніші відтінки, але що вона все рівно прикладе «все своє серце до текстів пісень».
Льюїс приписала Мераї Кері та Вітні Х'юстон головний вплив на свій музичний стиль: «Коли я росла, я часто слухала Вітні Х'юстон, Мераю Кері, різних співаків із потужним голосом, тому це вплинуло на мою музику і на пісні, які я люблю співати». Впливом для пісень із альбому «Glassheart» стали роботи Трейсі Чепмен, Кейт Буш та Tears for Fears.

## Активізм та інша діяльність
У жовтні 2008 газета The Times повідомила, що Льюїс відхилила семизначну пропозицію від Моххамеда Аль-Файєда за відкриття універмагу Harrods. Льюїс прокоментувала свою відмову кажучи, що Harrods залишається єдиним універмагом у Британії, який продовжує продавати стоковий одяг із тваринного хутра: «Мені не було запропоновано один мільйон фунтів, як пишуть газети, але якщо і це було би так, я би все рівно відмовилась. Мене достатньо атакували за прийняте рішення. Деякі люди казали, що я маю погодитися і прийняти гроші та віддати їх на благодійність, але це було б завеликим протиріччям». У жовтні 2008 Льюїс оголосила, що проходила через «переговорний період», аби запустити свою власну етичну лінію аксесуарів через Topshop і що вона знаходилася на пізніх стадіях випуску власного парфуму у Європі. Її парфум, Leona Lewis, запустився на продаж у липні 2009 через компанію LP. У 2010 вона розпочала компанію по дизайну одягу разом із її тодішнім хлопцем, Луї Аль-Чамаа; компанія називалася LOA Clothing Ltd і була розпущена у 2012.
У 2011 Льюїс стала запрошеним суддею в реаліті-шоу Platinum Hit, а в травні 2012 була запрошеною суддею на прослуховуванні для дев'ятого сезону The X Factor у Лондоні. У березні 2013 Льюїс оголосили новим обличчям компанії The Body Shop. Льюїс також проявила підтримку Little Kids Rock — неприбуткової організації, яка працює для відновлення та оновлення музичного навчання у британських публічних школах із малою фінансовою забезпеченістю, виставляючи різні речі на аукціонах для збору коштів, які потім підуть на діяльність організації. У 2017 Льюїс відвідала та підтримала щорічну програму  H.E.A.R.T Organization, яка займається втручанням у насильство.

## Особисте життя

Льюїс є активним учасником Всесвітнього товариства захисту тварин

Льюїс живе в лондонському боро Гекні, Внутрішній Лондон. Вегетаріанка із 12 років та веган із вересня 2012. У 2008 разом із фронтменом гурту Red Hot Chili Peppers Ентоні Кідіс була названа Найсексуальнішим вегетаріанцем року (англ. Sexiest Vegetarian) організацією PETA; того ж року організація присвоїла їй звання Людини року. У 2009 PETA присвоїла Льюїс звання Найсексуальнішого вегетаріанця Європи разом із актором Скоттом Масленом. Льюїс є поборником від Всесвітнього товариства захисту тварин та патроном Hopefield Animal Sanctuary у Брентвуді, Ессекс.
14 жовтня 2009 на підписанні примірників своєї книжки Мрії у книжному магазині Waterstones на Пікаділлі в Лондоні на Льюїс напав 29-річний чоловік, який вдарив її в обличчя. Нападник був арештований на місці. В результаті нападу Льюїс не отримала серйозніших травм, через які мала б відвідувати лікарню, але по причинам психологічного шоку та потребам усунути набряк на обличчі після удару скасувала денну поїздку до Німеччини. Одна із свідків сказала, що «нападник спокійно підійшов до неї із книгою в руках, і коли Льюїс підписала його примірник та підійняла голову, аби передати йому книгу, він просто вдарив її у ліву частину обличчя правою рукою». Інцидент був швидко усунений на місці події, а книжний магазин публічно вибачився перед Льюїс у недостатньому наданні захисту. Льюїс також скасувала виступ на шоу каналу BBC The One Show, яке мало відбутися через два дня після інциденту, 16 жовтня. 15 жовтня Льюїс сказала у заяві: «Я дякую вам всім за підтримку, це має непереборне значення для мене. Вчорашній день був справжнім шоком, який лишив мене засмученою та скривдженою. Я перепрошую у всіх тих, кого не змогла зустріти на підписуванні примірників. Дякую вам ще раз за всі милі повідомлення. Люблю всіх вас». Прес-секретар Скотленд-Ярду у своєму повідомлені сказав: «Пітер Ковальчук, віком 29-років, що мешкає у Південному Лондоні, сьогодні був звинувачений у звичайному нападі із розглядом під розділом Акту ментального здоров'я 2007. 26 жовтня йому назначена поява у Вестмінстерському суді магістрів». Пізніше Скотленд-Ярд повідомив, що нападник визнав, що напав на Льюїс через те, що був відкинутим на прослуховуванні The X Factor, і що, за його словами, вона забрала його місце; поліція також прокоментувала, що підозрює наявність у Ковальчука проблем із ментальним здоров'ям. Нападник не з'явився в суді 26 жовтня, тому 14 грудня 2009 суд призначив для нього госпіталізацію на невизначений час.
У вересні 2014 у відкритому листі шанувальникам Льюїс розкрила, що після відходу від лейблу Syco відчувала себе надзвичайно подавленою. Пізніше вона підкреслила, що не була в клінічній депресії, від якої страждала раніше. Відповідно до співачки, розрив професійних стосунків із Саймоном Коввелом та зайняття медитацією допомогли їй «справитися із всім цим божевіллям».
Із 2002 по 2010 Льюїс мала серйозні стосунки із Луї Аль-Чамаа, якого знала із 10-річного віку і який, як і вона сама, є учасником Всесвітнього товариства захисту тварин. Із 2010 по 2012 вона зустрічалася із хореографом Деннісом Джочем.

## Дискографія
Студійні альбоми
- 2007: Spirit
- 2009: Echo
- 2012: Glassheart
- 2013: Christmas, with Love
- 2015: I Am

Міні-альбоми
- 2011: Hurt: The EP

## Тури
- 2010: The Labyrinth
- 2013: Glassheart Tour
- 2016: I Am Tour

## Фільмографія
| Назва               | Рік  | Роль | Примітки  |
| ------------------- | ---- | ---- | --------- |
| Walking on Sunshine | 2014 | Елен | Кінодебют |

## Театральні ролі
| Рік  | Мюзикл | Роль       | Локація            | Категорія    |
| ---- | ------ | ---------- | ------------------ | ------------ |
| 2016 | Коти   | Грізабелла | Театр Ніла Саймона | Бродвейський |